# Swiftfox
Swiftfox è un Browser derivato da Mozilla Firefox, realizzata da Jason Halme,  per piattaforme basate su sistemi Linux, ed ottimizzato per diverse architetture di processori Intel e AMD.
Swiftfox è liberamente scaricabile, sia come codice open source che in binario precompilato con licenza proprietaria. Molte versioni di Swiftfox sono disponibili, ognuna con un diverso download per diverso tipo di architettura. Swiftfox  è compatibile con le estensioni ed i plugins delle corrispondenti versioni di Firefox, con alcune notevoli eccezioni.
Il nome Swiftfox viene dall'animale Volpe Americana conosciuta anche col nome di Volpe Veloce. Swiftfox differisce da Firefox per un piccolo numero di cambiamenti, ma soprattutto poiché i binari sono ottenuti passando al compilatore (GCC) parametri specifici per i diversi processori. Poiché tali differenze sono di carattere tecnico, per informazioni generali sul browser si veda Firefox.